# Antigoné

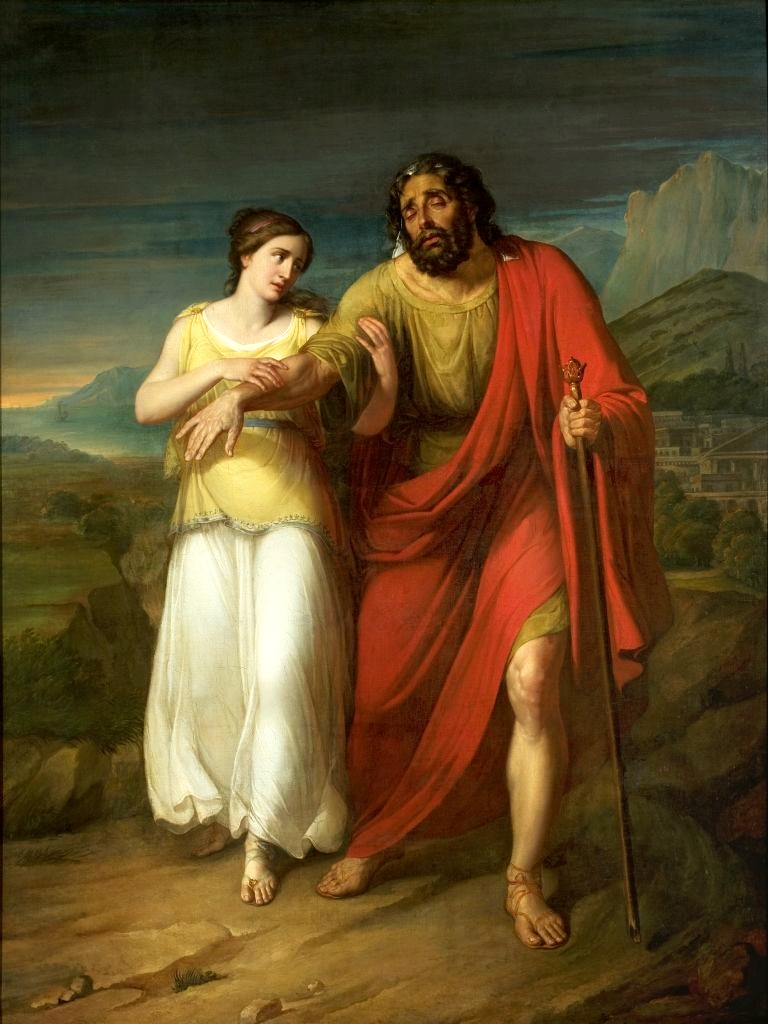
Aleksander Kokular: Oidipusz és Antigoné

Antigoné négy különböző nő neve a görög mitológiában. Közülük a leghíresebb Oidipusz leánya, akinek a történetét számos dráma feldolgozta, ezek közül a legismertebb Szophoklész Antigonéja.

## Oidipusz és Iokaszté lánya
Antigoné Oidipusz anyjával, Iokasztéval folytatott vérfertőző kapcsolatából született négy gyermekének egyike. Testvérei Iszméné, Eteoklész és Polüneikész. Amikor Oidipusz ráeszmélt szörnyű tetteire és megvakította magát, Antigoné kísérte önkéntes száműzetésében. Visszatérve Thébába unokatestvérének, Haimónnak (Kreón fiának) lett a jegyese.
Miután két bátyja a trónért harcolva egymás kezétől esett el, Antigoné megszegte Kreónnak azt a parancsát, hogy nem szabad eltemetni a város ellen támadt Polüneikészt. Büntetésből Kreón élve befalaztatta egy sziklabörtönbe, ahol Antigoné öngyilkos lett.

## Laomedón lánya
Priamosz trójai király testvére. Gőgjében azt állította, hogy haja szebb Héráénál, ezért az istennő kígyókká változtatta hajszálait. A többi isten megsajnálta, és gólyává változtatták.

## Eurütión lánya
Péleusz első felesége. Öngyilkos lett, amikor hazug híreket kapott férje hűtlenségéről. (Már akkor is dívott a másik ember kisajátítása.)

## Kasszandrosz lánya
Antipatrosz fivérének, Kasszandrosznak a leánya. Magaszhoz ment feleségül, akitől Bereniké nevű leánya, a későbbi egyiptomi királyné született.